# Furgella intermedia
Furgella intermedia is een insect uit de familie van de mierenleeuwen (Myrmeleontidae), die tot de orde netvleugeligen (Neuroptera) behoort. 
Furgella intermedia is voor het eerst wetenschappelijk beschreven door Markl in 1953.